# Mauria heterophylla
Mauria heterophylla är en sumakväxtart som beskrevs av Carl Sigismund Kunth. Mauria heterophylla ingår i släktet Mauria och familjen sumakväxter. Inga underarter finns listade i Catalogue of Life.